# بيليس
بيليس قرية سوريّة تتبع إداريّاً لمحافظة حلب منطقة جرابلس ناحية غندورة، بلغ تعداد سكانها 233 نسمة حسب التعداد السكاني لعام 2004.
شهدت القرية توسعا عمرانيا في بداية الحرب سورية، لكن سرعان ما هجرها العديد من سكانها إلى تركيا بعد سنوات الحرب المتلاحقة.

## الزراعة
تنتشر في القرية زراعة أشجار الفستق الحلبي والزيتون، ومحاصيل القمح والشعير والعدس والحمص والكمون.

## الحرب السورية
سيطر عليها مقاتلو قوات درع الفرات بعد اشتباكات مع مقاتلي تنظيم الدولة بتاريخ 31 تشرين الأول/أكتوبر 2016